# Aesalus scarabaeoides scarabaeoides
Aesalus scarabaeoides scarabaeoides es una subespecie de coleóptero de la familia Lucanidae.

## Distribución geográfica
Habita en Europa.